# سفارة اليمن في بولندا
سفارة اليمن في بولندا هي أرفع تمثيل دبلوماسي لدولة اليمن لدى بولندا. تقع السفارة في وارسو وهي تهدف لتعزيز المصالح اليمنية في بولندا.

## وصلات خارجية
- الموقع الرسمي
- قائمة سفارات اليمن
- قائمة السفارات في بولندا